# The Speckled Band
The Speckled Band oder The Adventure of the Speckled Band ist eine Sherlock-Holmes-Kurzgeschichte von Sir Arthur Conan Doyle, die erstmals im Februar 1892 im Strand Magazine erschien und von Sidney Paget illustriert wurde. Die Geschichte wurde im Oktober 1892 mit elf anderen Geschichten in den Sammelband The Adventures of Sherlock Holmes (dt. Die Abenteuer des Sherlock Holmes) aufgenommen und im August 1905 erneut unter dem Titel The Spotted Band in der New York World veröffentlicht. Deutsche Übersetzungen wurden unter verschiedenen Titeln wie beispielsweise Das gefleckte Band oder Das getupfte Band veröffentlicht.
In dieser Erzählung Doyles mit der Detektivfigur des Sherlock Holmes als Hauptperson geht es um die Aufklärung eines rätselhaften Todesfalles und die Verhinderung eines befürchteten Mordanschlags auf die Zwillingsschwester des Opfers.

## Handlung

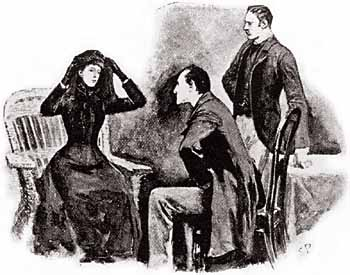
Helen Stoner bittet Holmes um Hilfe; Illustration von Sidney Paget in der Erstausgabe im Strand 1892

Im April 1883 werden Sherlock Holmes und sein Freund Dr. Watson eines Morgens in dem von ihnen gemeinsam bewohnten Apartment 221 b Baker Street von einer gewissen Helen Stoner aufgesucht, die Holmes um Rat und Unterstützung bittet. Seit dem Tode ihrer Mutter vor acht Jahren lebt Helen Stoner bei ihrem Stiefvater Dr. Roylott, der früher lange Zeit als Arzt in Indien tätig war. Nach einer längeren Freiheitsstrafe wegen Totschlags im Affekt aufgrund eines Diebstahls in seinem Hause kehrte er nach England zurück, wo er seitdem ein exotisches Leben führt. Von den Nachbarn hat sich Dr. Roylott, der als streitsüchtig und jähzornig gilt, völlig isoliert; er unterhält einzig freundschaftliche Beziehungen zu herumziehenden Zigeunern, raucht starke indische Zigarren und hält auf seinem Grundstück einen Jagdleoparden und einen Pavian, die er zum Schrecken der Dorfbewohner frei auf dem Gelände laufen lässt. Seinen Lebensunterhalt bestreitet er von einem Vermögen, das Helens Mutter ihm hinterlassen hat, allerdings unter der Bedingung, dass ihren Töchtern nach deren Heirat jedes Jahr eine größere Geldsumme ausgezahlt würde.

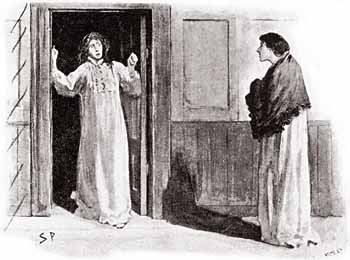
Die beiden Schwestern vor Julias Tod; Illustration von Sidney Paget in der Erstausgabe im Strand 1892

Helens Zwillingsschwester Julia starb kurz vor ihrer geplanten Hochzeit mit einem Marineoffizier zwei Jahre zuvor in einer stürmischen Nacht. Unmittelbar vor ihrem Tod hatte sie Helen noch von einem geheimnisvollen Pfeifen berichtet, das sie nachts in ihrem Zimmer hören konnte. Auch Helen glaubt, zum Zeitpunkt von Julias Tod ein leises Pfeifen und ein metallenes Geräusch in dem Zimmer ihrer Schwester vernommen zu haben. Julias letzte abgebrochene Worte über „das gesprenkelte Band“ („The Speckled Band“) zusammen mit einem Zeichen in Richtung des Schlafzimmers ihres Stiefvaters blieben allerdings mehrdeutig und unverständlich; eine genauere Untersuchung der rätselhaften Todesumstände durch den Gerichtsarzt führte zu keinem Ergebnis. Das Zimmer, in dem Julia sich vor ihrem Tode aufhielt, war fest verschlossen und von außen nicht zugänglich; Julia war vor ihrem Tod offensichtlich allein in ihrem Zimmer; es waren auch keinerlei Anhaltspunkte für eine äußere Gewaltanwendung oder Fremdeinwirkung festzustellen. 
Helen beabsichtigt nun ebenfalls in Kürze zu heiraten. Unter dem Vorwand, es seien Reparaturarbeiten in ihrem Zimmer erforderlich, ist sie zwischenzeitlich von ihrem Stiefvater in das frühere Zimmer ihrer Zwillingsschwester umquartiert worden und wird dort nachts durch dasselbe Pfeifen geängstigt. Sie vermutet einen Zusammenhang zwischen dem Geräusch und Julias Tod und fürchtet mittlerweile um ihr eigenes Leben. Aus diesem Grunde sucht sie Holmes auf, der verspricht, ihr zu helfen.
Kurz nach Helens Besuch erscheint Dr. Roylott unangekündigt bei Holmes, um herauszufinden, was seine Stieftochter vorhat. Mit massiven Drohungen und Einschüchterungen versucht er Holmes davon abzubringen, sich in die Angelegenheit einzuschalten und weitere Nachforschungen anzustellen. Dieser lässt sich jedoch von Roylotts Auftritt nicht beeindrucken und beschließt, noch am selben Tag mit seinem Freund Dr. Watson das Anwesen Roylotts während dessen Abwesenheit in Augenschein zu nehmen.
Zuvor nimmt Holmes in der Gerichtsregistratur Einblick in das Testament von Helens Mutter und stellt fest, dass das hinterlassene Anlagevermögen seit deren Tode erheblich an Wert verloren hat. Die testamentarisch verfügte jährliche Auszahlung einer größeren Geldsumme an die Töchter im Falle ihrer Eheschließung würde für Roylott daher eine empfindliche finanzielle Einbuße bedeuten und seinen bisherigen Lebensunterhalt gefährden. Damit verstärkt sich der Verdacht gegen Roylott, der allerdings selber keine Einwände gegen eine Heirat vorgebracht hatte. 

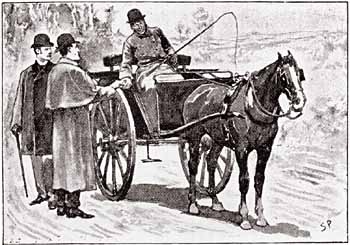
Holmes und Watson machen sich auf den Weg zu Roylotts Wohnsitz; Illustration von Sidney Paget in der Erstausgabe im Strand 1892

Bei der anschließenden Besichtigung des Wohnsitzes von Roylott findet Holmes eine Reihe merkwürdiger Hinweise. So gibt es beispielsweise zwischen Julias früherem Schlafzimmer und Dr. Roylotts Zimmer ein Luftloch mit einem Ventilator, obwohl eine Belüftung des Raumes problemlos von außen möglich ist. An dem Luftloch ist die Attrappe eines Klingelzuges ohne Glocke befestigt, dessen Schnur auf Julias Bett herabhängt. Das Bett ist außerdem ohne ersichtlichen Grund am Boden festgeschraubt. Die Veränderungen in dem Schlafzimmer der Schwestern wie die Scheinklingel und das Luftloch wurden zudem erst nachträglich installiert, ohne dass Julia oder Helen zuvor gefragt wurden.

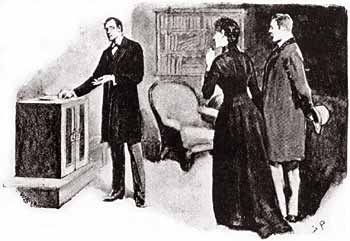
Holmes nimmt Roylotts Zimmer in Augenschein; Illustration von Sidney Paget in der Erstausgabe im Strand 1892

In Dr. Roylotts Zimmer bemerkt Holmes auf einem Schrank eine Untertasse mit Milch; allerdings gibt es in der Wohnung keine Hauskatze, für die die Milch bereitgestellt worden sein könnte. Ebenso entdeckt er einen Käfig, dessen Inhalt jedoch nicht weiter untersucht wird.

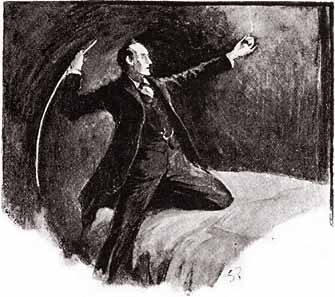
Holmes schlägt auf den Klingelzug; Illustration von Sidney Paget in der Erstausgabe im Strand 1892

Holmes scheint bereits eine Erklärung für die mysteriösen Zusammenhänge zu haben und bittet Helen, die darauffolgende Nacht in ihrem alten Schlafzimmer zu verbringen, ohne dass Roylott davon Kenntnis erhält. Er und Dr. Watson wollen unterdessen heimlich in Julias Zimmer Wache halten. Gegen drei Uhr morgens hören die beiden ein sanftes Zischen und ein helles Pfeifen. Holmes schlägt auf den Klingelzug ein; kurze Zeit später stößt Dr. Roylott in seinem Zimmer auf der anderen Seite des Ventilators einen ohrenbetäubenden Schrei aus.
Holmes begibt sich mit Dr. Watson in Roylotts Zimmer. Dort finden sie Roylott tot auf. Wie Holmes Dr. Watson erläutert, ist er von einer äußerst giftigen indischen Sumpfnatter gebissen worden, die er mit Milch und Pfeifen darauf abgerichtet hatte, durch den Ventilator auf den Klingelzug und von dort aus auf Helens Bett zu kriechen. Bei Julia war sein mörderisches Vorhaben erfolgreich; als er nun Helen auf dieselbe Weise töten wollte, wurde ihm die Giftschlange selber zum Verhängnis, die durch Holmes' Hiebe auf den Klingelzug gereizt worden war.
Während der Rückfahrt nach London rekapituliert und analysiert Holmes nochmals die Zusammenhänge des Falles in den einzelnen Details.

## Interpretationsansatz
Zu Beginn von The Speckled Band liefert Holmes wie in zahlreichen anderen Geschichten eine Probe seiner überragenden, schier übermenschlichen Denkleistungen sowie seiner genialen Imaginationskraft. Zeigt er an anderer Stelle Watson zu dessen Verblüffung, dass er scheinbar Gedanken lesen kann, so setzt er sich hier seiner Klientin gegenüber ins richtige Licht, indem es ihm gelingt, die von der Besucherin benutzten Verkehrsmittel auf ihrer Reise nach London anhand von Indizien zu erschließen. Diese Form der Exposition fungiert als eine Art curtain raiser und stimmt nicht nur die Klientin, sondern auch den Leser auf das zu erwartende Außergewöhnliche ein.
Zugleich wird Holmes in der Eröffnungsszene mit wenigen charakteristischen Eigenschaften gekennzeichnet. Er liebt es, morgens lange auszuschlafen, ohne dass dies negativ zu verstehen wäre. Trotz seines durchaus vorhandenen Selbstbewusstseins zeigt er im Hinblick auf seine beruflichen Erfolge eine eher bescheidene Zurückhaltung. Als Angehöriger der akademischen Berufsgruppe der professional people ist er weitgehend finanziell unabhängig und zeigt sich dem Verhaltenskodex seines sozialen Standes entsprechend als gentleman, der seine Dienstleistungen nicht ausschließlich gegen Entgelt anbietet, sondern auch uneigennützig zur Verfügung stellt. So ist er ohne Zögern bereit, der augenblicklich mittellosen Helen Stoner („Ich habe freilich jetzt kein Geld ...“) notfalls auch ohne Bezahlung oder Belohnung zu helfen und betont ausdrücklich: „Über die Geldfrage möchte ich Sie beruhigen, meine Belohnung finde ich einzig in meiner Tätigkeit selbst“. Allerdings schränkt er im Nachsatz diese Selbstlosigkeit ein für den Fall, dass seine Klientin in Zukunft über entsprechende finanzielle Mittel verfügen sollte („doch steht es Ihnen frei, mir meine etwaigen Auslagen bei gelegener Zeit zu ersetzen“).
Im Gegensatz zu anderen Geschichten, in denen Holmes sich Frauen gegenüber eher abweisend oder wenig einfühlsam verhält und teilweise in einer derart misogynen Weise über sie spricht, dass selbst sein Freund Watson Anstoß nimmt und vorsichtige Kritik äußert, zeigt sich Holmes in The Speckled Band der weiblichen Protagonistin gegenüber äußerst zuvorkommend und hilfsbereit.
Das Geschehen und die Ereignisse in The Speckled Band werden wie in dem überwiegenden Teil der Holmes-Geschichten aus der eingeschränkten Perspektive Watsons geschildert. Dieser kann als Freund und Bewunderer des Detektivs zwar den äußeren Ablauf der Geschehnisse im Ermittlungsprozess berichten, verfügt aber nicht über die gleichen detaillierten Beobachtungen und Informationen wie Holmes und ist ihm daher in seinen Schlussfolgerungen stets unterlegen. Watson fungiert damit als vermittelnde Instanz zwischen dem überaus scharfsinnigen, wohlinformierten Detektiv und dem uneingeweihten Leser; aus seiner eigenen begrenzten Sicht kann er außerdem als treuer Begleiter die überragenden analytischen Fähigkeiten von Holmes lobend hervorheben und so den Status des Detektivs als herausragender Ermittler aufwerten, ohne dass der Eindruck einer unangemessenen Beweihräucherung entsteht. Beim Leser wird zudem das Gefühl einer Überlegenheit gegenüber Watson erzeugt, der wohl sehen, nicht aber präzise beobachten und analytisch schlussfolgern kann. Auf diese Weise wird dem Leser gleichzeitig suggeriert, die mysteriösen Begleitumstände des Falles durch eigene Wahrnehmungen oder Überlegungen entwirren und sich an der Auflösung des Rätsel selber beteiligen zu können.
Als Figur in der Erzählung übernimmt Watson darüber hinaus eine weitere Funktion: Er verleitet seinen Freund dazu, sich zu äußern und trägt so dazu bei, dialogische Situationen zu schaffen, die längere oder langweilige Monologe Holmes' überflüssig machen. Der Abstand zwischen Watson und Holmes wird jedoch bis zum Schluss strikt eingehalten. Obwohl Holmes Fragen stellt und geheimnisvolle Andeutungen macht, zieht er Watson bis zur endgültigen Aufklärung des Falles an keiner Stelle wirklich ins Vertrauen. So fordert er beispielsweise seinen Freund auf, einen Revolver mitzunehmen, und deutet damit die Gefährlichkeit der Situation an, erläutert aber nicht die Hintergründe oder Begleitumstände des rätselhaften Falles und seiner eigenen Ermittlungstätigkeit. Wenn er auf bedeutsame Zusammenhänge hinweist und anscheinend die Aufmerksamkeit auf wichtige Informationen lenkt, dient dies weniger der Aufklärung, sondern in erster Linie der weiteren Verrätselung und Mystifikation: „Es ist doch zum mindesten ein merkwürdiges Zusammentreffen, daß das Mädchen, das in seinem Bett schläft, plötzlich stirbt, gerade nachdem man über demselben ein Luftloch angebracht und daneben einen Klingelzug befestigt hat. Kommt dir das nicht auch auffallend vor?“ Gegenüber Watson verfügt Holmes einen beträchtlichen Informationsvorsprung, den er bis zur abschließenden Auflösung nicht preisgibt. Das in dieser Hinsicht fehlende faire Spiel Watson gegenüber ist eines der wichtigsten Mittel zur Spannungserzeugung in der Erzählung. Da Watson nicht in Holmes eigentliche Gedankengänge eingeweiht wird, kann er mit seinem begrenzten Wissen als Erzähler weiterhin die Aufmerksamkeit des Lesers auf irreführende Nebenschauplätze oder blinde Motive lenken, die nicht zur Lösung des Falles führen. So hält Dr. Roylott in The Speckled Band einen gefährlichen Leoparden sowie einen Pavian, die frei im Park des Anwesens herumstreunen. Aus unerklärlichen Gründen hat er ebenfalls sehr enge und freundschaftliche Beziehungen zu Zigeunern, mit denen er zeitweilig herumzieht und denen er erlaubt, auf seinem Grundstück zu kampieren.
Diese Motive haben keinen Bezug zur Lösung des Falles, regen den Leser jedoch dazu an, hier eine Verbindung zu dem Verbrechen zu vermuten. Allerdings dienen solche Motive nicht nur als red herrings zur Ablenkung des Lesers, sondern sind gleichzeitig funktional für die Charakterisierung Roylotts und den Aufbau einer unheimlichen Stimmung und Atmosphäre, die durch den Verfall des Schlosses und seiner unmittelbaren Umgebung weiter verstärkt wird.

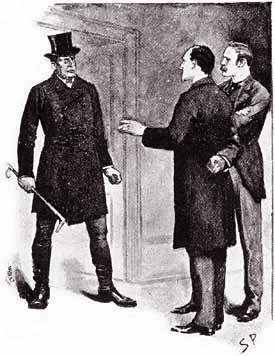
Roylott erscheint unangekündigt in der Baker Street; Illustration von Sidney Paget in der Erstausgabe im Strand 1892

Als Holmes' Antagonist wird Dr. Grimesby Roylott bereits in dem Eröffnungsteil der Geschichte wie der Detektiv selbst in einem curtain raiser vorgestellt. Ohne Einladung oder Anmeldung erscheint er unvermittelt in dem Appartement der beiden Freunde in der Baker Street; sein ungestümes Eindringen, barsches Auftreten und grimmiges äußeres Erscheinungsbild lassen von Anfang an sein böshaftes Wesen hervortreten und auf nichts Gutes hoffen:
„Mit einemmal war [...] die Zimmertür aufgeflogen, und eine gewaltige Männergestalt in einem sonderbaren, halb gelehrten, halb bäuerischen Aufzug hatte sich in ihrem Rahmen aufgepflanzt. Der Eindringling trug einen hohen schwarzen Hut und einen Rock mit langen Schößen, dazu Stulpenstiefel, und in den Händen eine Reitpeitsche. Er war so groß, daß er buchstäblich oben am Türbalken anstieß, und so umfangreich, daß er die Öffnung völlig auszufüllen schien. Auf seinem breiten, mit zahllosen Runzeln übersäten, sonnenverbrannten Gesicht spiegelten sich alle schlechten Leidenschaften. Er wandte den Blick bald mir, bald meinem Freunde zu, und dabei gaben ihm seine tiefliegenden, gelb unterlaufenen Augen und die weitvorstehende schmale, fleischlose Nase das Aussehen eines grimmigen alten Raubvogels.“
Allerdings muss dem Leser noch die besondere Gefährlichkeit, die von Holmes' Gegenspieler ausgeht, unmissverständlich vor Augen geführt werden. Dies geschieht durch eine schlichte Selbstcharakterisierung Roylotts: „I am a dangerous man to fall foul of“ (in der deutschen Übersetzung: „Ich rate keinem, mir in die Quere zu kommen“). Um seiner Aussage entsprechend Nachdruck zu verleihen, ergreift er mit seinen „mächtigen braunen Händen“ einen Schürhaken, biegt ihn krumm und schleudert ihn in den Kamin. 
Danach verlässt er lauthals mit einer nochmaligen Drohung („»Sehen Sie zu, daß Sie mir nicht unter die Finger kommen!«“) die Wohnung und Holmes erhält die Gelegenheit zum Gegenauftritt: „»Ich bin zwar nicht ganz so vierschrötig wie er, aber wenn er noch einen Augenblick dageblieben wäre, hätte ich ihm zeigen können, daß meine Finger an Kraft den seinen nicht viel nachgeben.«“ Dabei nimmt er den stählernen Schürharken und biegt ihn mit einem Ruck wieder gerade. Dem Leser wird so von vornherein verdeutlicht, dass hier zwei ebenbürtige Gegner aufeinandertreffen. Natürlich liegen die Sympathien des Lesers auf Seiten des Detektivs; Roylott hatte sich schon zuvor durch seinen Hang zum Exotischen und die damit verbundene Abkehr von der natürlichen englischen Lebensordnung, der ordo naturalis, und seinen Umgang mit den wenig respektablen Zigeunern verdächtig gemacht. Nach seinem anfänglichen Auftritt agiert Roylott im weiteren Verlauf der Erzählung unbeobachtet im Hintergrund.
Der Handlungsraum in der Geschichte ist klar gegliedert; die Ereignisse finden sukzessiv an drei verschiedenen Orten statt. Die Eröffnungsszene spielt wie in nahezu allen Sherlock-Holmes-Geschichten in dem Londoner Appartement des Detektivs in der Baker Street, das Holmes und Watson zu diesem Zeitpunkt gemeinsam bewohnen. Im mittleren Teil der Geschichte wechselt der Schauplatz zu dem schlossähnlichen Anwesen Dr. Roylotts in Surrey, wo der Tatort inspiziert und der Fall schließlich aufgelöst wird. Der Schlussteil der Erzählung zeigt Holmes und Watson auf der Rückfahrt nach London.
Die gesamte Handlung umfasst einen Zeitraum von 48 Stunden im April 1883, beginnend mit dem Besuch der Klientin am frühen Vormittag um 7.15 Uhr bis zum Höhepunkt und dénouement kurz nach drei Uhr nachts. Die Erzählung endet mit Holmes' Rekonstruktion und abschließender Analyse des Falles auf der Heimfahrt am Tag nach der offiziellen Untersuchung des Todes von Roylott durch die Behörden.
Der Handlungsvorspann wird in der Anfangsszene der Geschichte von Helen Stoner durch ihren Bericht präsentiert. Sie hat den Verdacht, dass Dr. Roylott ihre Zwillingsschwester Julia aus reiner Habgier umgebracht hat, und sieht ihr eigenes Leben bedroht. Ihre Schilderung enthält drei Teile, eine allgemeine Beschreibung des Lebens auf dem Anwesen der Roylotts, eine Charakterisierung ihres Stiefvaters und eine Darstellung der für sie unergründlichen Ereignisse im Zusammenhang mit Julias Tod. Dabei ist ihr Bericht von der Einleitung des Erzählvorgangs bis hin zu der Wiedergabe der rätselhaften Andeutung ihrer sterbenden Schwester klar strukturiert und logisch aufgebaut, obwohl sie nicht in der Lage ist, die Bedeutung der Indizien selber richtig einzuschätzen.
Nach dem Abschluss von Helen Stoners Bericht wechselt der Fokus der Erzählung; die Klientin steht nicht länger im Mittelpunkt des Interesses und der Blickpunkt rückt auf Holmes, der – wie der Leser nunmehr erwarten darf – den Fall aufklären wird. Die weitere Handlung verläuft einsträngig und zielorientiert; Holmes beschränkt sich nicht darauf, den Fall durch reine Überlegungen im Armstuhl sitzend zu lösen, sondern ist durchaus bereit, sich auf eine gefährliche Konfrontation mit seinem boshaften Gegenspieler einzulassen. Dabei spielt für ihn eine mögliche eigene Gefährdung keine Rolle; er zeigt sich allerdings besorgt um seinen Freund Dr. Watson und verstärkt damit die Spannung: „Weißt du, Watson, [...] es ist mir wirklich nicht ganz wohl dabei, daß ich dich heute nacht mitnehmen soll. Die Sache ist durchaus nicht ohne ernstliche Gefahr.“
Der Handlungsverlauf in The Speckled Band folgt einem Phasenschema, das typisch ist für den überwiegenden Teil der Holmes-Geschichten. Nach dem Besuch der Klientin und der Darbietung der Vorzeithandlung entwickelt Holmes einen Plan. Der verdächtige Dr. Roylott tritt auf und Holmes entdeckt das Mordmotiv. Anschließend wird der Tatort inspiziert, wobei Holmes weitere aufschlussreiche Indizien entdeckt. Danach stellt Holmes dem Mörder eine Falle; die Indizien werden überprüft, der Täter wird entlarvt und unschädlich gemacht. Holmes rekapituliert in einer raffenden Rückschau den Fall und erklärt Watson die bis dahin rätselhaften Indizien und Begleitumstände. Der Aufbau dieser Detektivgeschichte ist dabei in einer für Doyle charakteristischen Weise gekennzeichnet durch einen regelmäßigen Wechsel von Handlung und Reflexion. Die Spannungskurve steigt bis zu dem Mordversuch kontinuierlich an; dazu tragen auch zahlreiche falsche Spuren bei, die den Leser in die Irre führen. Spannung wird ebenso erzeugt durch die unheimliche und bedrohliche Figur des Dr. Roylott, der mit seiner ungehemmten Brutalität und seinen exotischen Extravaganzen auch ohne weitere Auftritte atmosphärisch wirksam bleibt.
In Holmes Rückschau und Erläuterung am Ende werden die verschiedenen Indizien nochmals in Reihe gestellt und aufeinander bezogen; dabei passen die zunächst unverbundenen und anscheinend nicht miteinander in Beziehung zu bringenden Elemente schließlich wie die einzelnen Teile eines Puzzle-Spiels ineinander und ergeben ein schlüssiges Gesamtbild oder Mosaik.
Die verblüffende Auflösung im Schlussteil lässt zugleich erkennen, dass The Speckled Band wie die meisten klassischen Detektivgeschichten rückwärts konstruiert und von hinten nach vorne geschrieben worden ist. Der Leser erhält am Ende die Gelegenheit, an den Schlussfolgerungen des Detektivs und seinem Prozess der ratiocination teilzuhaben; die rückwärtsgewandte Analyse der Kausalkette macht den Täter rational erschließbar. Mit der Lösung des Falles kann das weitere Böse abgewendet werden; Recht und Ordnung werden wiederhergestellt und es triumphiert am Ende die Gerechtigkeit. 
Interessanterweise ist Holmes in The Speckled Band jedoch nicht daran gelegen, die Polizei oder offizielle Stellen über die tatsächlichen Vorgänge und wahren Hintergründe der grauenvollen Ereignisse zu informieren. So macht er den offiziellen Instanzen gegenüber nicht einmal Andeutungen, dass Dr. Roylott einen Mord verübt und einen weiteren geplant hat. In der offiziellen Untersuchung wird daher nur festgestellt, dass Dr. Roylott unvorsichtig im Umgang mit einem gefährlichen Haustier gewesen sei und dabei den Tod gefunden habe. Holmes steht hier nicht auf Seiten der Repräsentanten der staatlichen Ordnung; das Verbrechen interessiert ihn nicht als moralisches Problem, sondern in erster Linie als Denksportaufgabe und Stimulans für seinen Intellekt. Es fungiert als Katalysator für einen Prozess der logischen Deduktion, der die rationale Ordnung der Welt in einer für den Leser beruhigenden Weise am Ende wiederum sicherstellt.
Für die Mehrzahl der Leser ist es dabei vermutlich belanglos, dass es keine Schlangen gibt, die an Klingelzügen auf- und abkriechen können, und keine Schlangenart existiert, die die Eigenschaften aufweist, die der indischen Sumpfnatter in der Geschichte zugeschrieben werden. Möglicherweise hat Doyle diese Unstimmigkeiten sogar bewusst in seiner Erzählung platziert, um seine Leser auf gewisse Weise herauszufordern.

## Wirkungsgeschichte
Der eigentliche Tatort in The Speckled Band ist ein verschlossener, von außen unzugänglicher Raum. Dieser locked room ist seit Edgar Allan Poes Erzählung Murders in the Rue Morgue ein klassisches Element der Detektivgeschichte, das Doyle hier aufnimmt. Allerdings lässt der Bericht Helen Stoners bereits zu Beginn erkennen, dass der Raum nicht völlig hermetisch verschlossen sein kann. Wie sie beiläufig erwähnt, war der Rauch von Roylotts starken indischen Zigarren trotz verschlossener Türen und Fenster im Schlafzimmer Julias zu riechen. Holmes wusste also von Anfang an, dass er in der Verbindungswand einen Luftschacht finden würde.
Doyle orientiert sich auch mit dem rückwärtsgewandten Aufbau der Erzählung in The Speckled Band an seinem erklärten Vorbild Edgar Allan Poe. In seinem Essay The Philosophy of Composition rät Poe zu einem derartigen Kompositionsprinzip für eine anspruchsvolle Geschichte mit einem architektonisch bestimmten plot, insbesondere in einer Detektivgeschichte. Poe zufolge muss das dénouement zuerst vorhanden sein; die ganze Geschichte wird dann von der Lösung her rückwärts konstruiert und umgekehrt niedergeschrieben.
Im Mai 1910 verfasste Doyle unter dem Alternativtitel The Stoner Case in nur einer Woche eine Bühnenfassung von The Speckled Band, die in eher loser Form an die Kurzgeschichte anlehnte. In der Umsetzung für das Theater erweiterte Doyle die Handlung und führte weitere Charaktere ein. Doyle hatte ab Februar 1910 für sechs Monate das Adelphi-Theatre in London für eine Aufführung seines Theaterstücks The House of Temperley angemietet. Die Produktion hatte jedoch nur mäßigen Erfolg und war für Doyle finanziell verlustreich. Der Tod von Edward VII. am 6. Mai 1910 und die Schließung der Londoner Theater bis Anfang Juni als Zeichen der Trauer und des Respekts bedeuteten das endgültige Aus für Temberley. Da Doyle bis zum Ende der Saison vertraglich an das Adelphi-Theatre gebunden war, benötigte er ein neues Stück, um die finanziellen Verluste auszugleichen. Doyles Bühnenfassung von The Speckled Band wurde am 4. Juni 1910 uraufgeführt und lief sehr erfolgreich bis zum Ende der Saison im Adelphi-Theatre, ab August 1910 dann im Globe Theatre. Ab dem 21. November 1910 wurde das Stück auch für kurze Zeit im New Yorker Garrick Theater aufgeführt; es folgten erneute Aufführungen 1911 und 1921.

## Verfilmungen (Auswahl)
Die Kurzgeschichte lieferte die Vorlage für zahlreiche filmische Adaptionen:
- 1912 erschien einer Verfilmung der Geschichte unter dem Titel Le ruban moucheté als französischer Stummfilm mit Georges Tréville als Holmes.
- 1923 entstand eine Verfilmung des Falles innerhalb einer Filmreihe mit Eille Norwood als Holmes.
- 1931 wurde eine 90-minütige filmische Adaption der Geschichte mit Raymond Massey als Detektiv produziert.
- 1949 erschien eine Verfilmung als 27-minütige Fernsehepisode mit Alan Napier als Sherlock Holmes.
- 1964 wurde der Fall als 50-minütiger Pilotfilm für die englische TV-Serie Sherlock Holmes mit Douglas Wilmer als Holmes verfilmt.
- 1967 folgte unter dem Titel Das gefleckte Band eine 60-minütige deutsche Verfilmung als erste Episode einer Sherlock-Holmes-Fernsehserie des WDR mit Erich Schellow als Sherlock Holmes, Paul Edwin Roth als Dr. Watson und Astrid Frank als Helen Stoner.
- 1980 orientierte sich die zweite 25-minütige Episode der ersten Staffel der Serie Sherlock Holmes and Dr. Watson, einer polnisch-britischen Coproduktion, stark an der Erzählung.
- 1984 wurde der Fall innerhalb der englischen Fernsehserie The Adventures of des Sherlock Holmes als sechste 52-minütige Episode mit Jeremy Brett als Holmes ausgestrahlt.[16] (6. Folge der 1. Staffel)

## Vertonungen (Auswahl)
Im englischsprachigen Raum sind in der bibliografischen Datenbank von WorldCat Anfang 2015 über neunzig verschiedene Hörfassungen der Erzählung verzeichnet.
The Speckled Band wurde ebenso im englischen und amerikanischen Rundfunk ausgestrahlt, beispielsweise
- auf CBS als einstündige Episode der Serie CBS Radio Mystery Theater am 28. Juni 1977[18] und

- auf BBC Radio 4 als Episode der Serie The Adventures of Sherlock Holmes am 29. August 2008.[19]

Im deutschsprachigen Raum wurden ebenfalls mehrere Rundfunkversionen produziert:
- als Hörspiel vom Bayerischen Rundfunk, mit Peter Pasetti und Klaus Behrend
- als Hörspiel vom Saarländischen Rundfunk, mit Alexander Kerst und Heinz Leo Fischer
- als Hörspiel vom ORF, mit Kurt Sterneck und Harald Harth
- als Hörspiel vom Südwestfunk, mit Walter Renneisen und Peter Fitz.[20]

Ebenso erschienen zahlreiche deutsche Fassungen als Hörspiel oder Hörbuch, beispielsweise
- 2004 als Hörbuch im Aragon Verlag, mit Daniel Morgenroth
- 2005 als Hörspiel von Titania Medien, mit Joachim Tennstedt und Detlef Bierstedt
- 2006 als Hörbuch in der Box Die Abenteuer des Sherlock Holmes von Radioropa, gelesen von Christian Poewe
- 2007 als Hörbuch im Diogenes Verlag, gelesen von Claus Biederstaedt
- 2009 als Hörspiel von Maritim, mit Christian Rode und Peter Groeger
- 2012 als Hörbuch von Random House Audio, gelesen von Bert Cöll
- 2012 als Hörbuch von Der Hörverlag, gelesen von Oliver Kalkofe
- 2013 als Hörbuch in der Sammlung von Audible, gelesen von Erich Räuker
- 2014 als Hörbuch von Ohrka, gelesen von Oliver Rohrbeck.[21]

## Sekundärliteratur
Karl Heinz Göller: Doyle · The Speckled Band. In: Karl Heinz Göller und Gerhard Hoffmann (Hrsg.): Die englische Kurzgeschichte. August Bagel Verlag, Düsseldorf 1973, ISBN 3-513-02222-0, S. 70–79.